# Bunium fontanesii
Espèce
Bunium fontanesii est une espèce de plantes à fleurs de la famille des Apiaceae (Ombellifères) trouvée en Afrique du Nord (Algérie, Libye, Maroc, Tunisie).

## Usage alimentaire
En Afrique du Nord, les tubercules, récoltés en plaine, de la taille de pommes de terre, sont consommés.